# Hallstattkulturen
Hallstattkulturen er en arkæologisk kultur i Centraleuropa ca. 800 - 450 f.Kr. i bronzealder og jernalder i det meste af Nord- og Nordøsteuropa. Kulturen er opkaldt efter sit typested, Hallstatt, en landsby ved en søbred i Salzkammergut i Østrig sydøst for Salzburg.
En østlig kulturzone med Kroatien, Slovenien, det vestlige Ungarn, de østlige og sydlige dele af Østrig, Mähren og Slovakiet kan skilles fra en vestlig kulturzone med det nordlige Italien, Schweiz, det østlige Frankrig, det sydlige Tyskland og Bøhmen. Den vestlige zone tilskrives ofte kelterne.
Den efterfølgende arkæologiske kultur i det meste af Centraleuropa var La Tène-kulturen.